# Немецкий (Краснодарский край)
Неме́цкий (другие названия: Немецкая колонка, Немецкая колония) — упразднённый в 1967 году хутор Кущевского района Краснодарского края России.

## География
Находился на берегу реки Куго-Еи, к востоку от районного центра, станицы Кущёвская.

## История
Согласно дежурной карте L-37-56.1967, хутор Немецкая колонка был упразднён.